# Na Veia (álbum de Naldo Benny)
Na Veia é o álbum de estreia do cantor brasileiro Naldo Benny, lançado em 16 de março de 2009 pela editora discográfica Deckdisc. O trabalho deriva dos gêneros pop, dance-pop e hip hop. O disco foi produzido pelos brasileiros Umberto Tavares e Mãozinha DJ, enquanto o norte-americano Chris Gehringer ficou responsável pela masterização.

## Gravação
Em 2008 após a morte de seu irmão, Lula, com quem fez parceria por 10 anos, Naldo decidiu continuar, sendo desta vez em carreira solo. Em 2009 depois de assinar com a Deckdisc começou a trabalhar no seu álbum de estreia. O resultado foi doze faixas compostas por ele mesmo.

## Lista de faixas
| N.º | Título                                   | Compositor(es) | Duração |  |
| 1.  | "Na Veia"                                |                | 3:18    |  |
| 2.  | "Na Boa"                                 |                | 2:49    |  |
| 3.  | "A Vida é Mesmo Assim"                   |                | 3:54    |  |
| 4.  | "Como Mágica"                            |                | 4:09    |  |
| 5.  | "Rolou"                                  |                | 3:40    |  |
| 6.  | "Você Cola em Mim" (com Sampa Crew)      |                | 3:20    |  |
| 7.  | "Casa"                                   |                | 3:11    |  |
| 8.  | "Vá Embora"                              |                | 4:03    |  |
| 9.  | "Seu Jorge" (com Alexandre Pires e Lula) |                | 4:06    |  |
| 10. | "Tô Apaixonado"                          |                | 3:10    |  |
| 11. | "Meu Corpo Quer Você"                    |                | 3:59    |  |
| 12. | "Nada"                                   |                | 3:45    |  |

## Histórico de lançamento
| País           | Data                | Formato          | Gravadora |
| -------------- | ------------------- | ---------------- | --------- |
| Austrália      | 16 de março de 2009 | Download digital | Deckdisc  |
| Brasil         | 16 de março de 2009 | Download digital | Deckdisc  |
| Estados Unidos | 16 de março de 2009 | Download digital | Deckdisc  |